# Ray Scapinello
Raymond Angelo Joseph »Scampy« Scapinello, kanadski hokejski sodnik, * 5. november 1946, Guelph, Ontario, Kanada.
Scapinello je dolgoletni sodnik lige NHL. Scapinello je znan po tem, da na ledu lige NHL ostal dalj kot kdorkoli v zgodovini lige. 

## Zgodnje življenje
Scapinello je odrasel v majhni občini Glen Christie, ki se nahaja med Guelphom in Hespelerjem v kanadski pokrajini Ontario. Glen Christie je imel okoli 80 prebivalcev in je bil zgrajen okoli kamnoloma. Scapinello je bil sin staršev Dorothy in Georgea »Sonnyja« Scapinella. Ima starejšo sestro Dianne in mlajšega brata Dougieja. Scapinello je v mladosti igral hokej na ledu in v tem času se ga je prijel vzdevek »Scampy« (»Nepridiprav«) zaradi njegove nizke postave in izjemnih drsalnih sposobnosti. Čeprav je bil Scapinello izurjen drsalec, se mu nikoli ni uspelo prebiti v profesionalni hokej na ledu in je nehal igrati pri 21 letih.

## Sodniška kariera
V poznih 60. letih se je Scapinello pridružil sodniškem združenju v Guelphu in začel soditi tekme, medtem ko je delal za General Electric. Leta 1970 so ga povabili v kamp za sodnike novince lige NHL in, čeprav se ni prebil v prestižno ligo, je prejel povabilo v ligo OHA. Eno leto je tako sodil v OHA, dokler ga niso zopet poklicali v NHL kamp. Tokrat se mu je le uspelo prebiti in leta 1971 ga je pri 24 letih najela liga NHL. Svojo prvo tekmo v ligi NHL je Scapinello sodil 17. oktobra 1971 v Buffalu, igrali sta moštvi Buffalo Sabres in Minnesota North Stars. 
Spomladi leta 1980 je Scapinello sodil v svojem prvem finalu Stanleyjevega pokala. V celotni karieri je sicer sodil na 20 finalnih tekmah. Leta 1998 so Scapinella kot enega 4 sodnikov izbrali za udeležbo na Zimskih olimpijskih igrah 1998 v Naganu. Čeprav niso bili pripravljeni, so se Scapinello in ostali trije sodniki uspeli naučiti razlike med olimpijskim hokejem in hokejem v NHL. Ena največjih razlik za sodnike se je izkazalo pravilo, po katerem morajo vsi sodniki na ledu nositi čelade. To je bilo prvič v njegovi karieri, da je nosil čelado (v ligi NHL je to pravilo že veljalo, a ga je sam lahko prezrl, ker je pogodbo z ligo podpisal pred uvedbo pravila). 
Scapinellova zadnja tekma rednega dela sezone se je odvila 2. aprila 2004. Tedaj so v Buffalu igrali Buffalo Sabres in Toronto Maple Leafs. Scapinello se je odločil, da bo po tej tekmi končal kariero, ker je želel, da bi se kariera končala na istem mestu, kot se je začela. Čeprav je bila to njegova zadnja tekma rednega dela sezone, pa je še sodil na tekmah končnice Stanleyjevega pokala 2004. 
Scapinello se je junija 2004 končno upokojil. Za sabo je imel 33 sezon aktivnega sojenja kot linijski sodnik. V karieri je zbral 2.500 tekem rednega dela sezone, 426 tekem končnice in 20 finalnih tekem. Pri tem je zanimivo, da ni nikoli izpustil nobene tekme zaradi poškodbe ali bolezni. 
Po upokojitvi je Scapinello za polovični delovni čas delal kot nadzornik sodnik v dveh amaterskih hokejskih ligah, ligi OHL v Kanadi in ligi CHL v ZDA. Prav tako je poučeval na poletnih sodniških kampih, npr. na Severnoameriški šoli sojenja (North American School of Officiating).
Poročen je z Maureen, imata sina Ryana.
Leta 2008 je bil sprejet v Hokejski hram slavnih lige NHL.

## Knjige
- Between the Lines: Not-So-Tall Tales From Ray »Scampy« Scapinello's Four Decades in the NHL (ISBN 0-470-83834-5) (2006)